# Genivolta
Genivolta (Geniólta in dialetto soresinese) è un comune italiano di 1 129 abitanti della provincia di Cremona, in Lombardia.

## Storia

### Simboli
Lo stemma e il gonfalone sono stati concessi con decreto del presidente della Repubblica del 26 marzo 1963.
Il gonfalone è un drappo troncato di verde e d'azzurro.

## Monumenti e luoghi d'interesse
- Chiesa arcipretale di San Lorenzo Martire, edificata nel XIX secolo

## Società

### Evoluzione demografica
Abitanti censiti

### Etnie e minoranze straniere
Al 31 dicembre 2020 i cittadini stranieri residenti sono 138. Le comunità nazionali numericamente significative sono:
1. India: 59
2. Egitto: 24

## Cultura

### Eventi
In occasione della Sagra d'Autunno del Comune di Genivolta che si tiene la quarta domenica di ottobre, viene organizzato il concorso di pittura "Comune di Genivolta". Superata la trentesima edizione del 2015, ogni anno il concorso ospita un centinaio di opere di diversi stili e tecniche provenienti dall'intero territorio nazionale.

## Infrastrutture e trasporti

### Strade
Genivolta è interessata dal percorso della ex Strada statale 498 Soncinese e dalle strade provinciali CR SP25 Cumignano sul Naviglio-Bordolano e CR SP84 "di Pizzighettone".

### Ferrovie
La stazione di Genivolta era posta lungo la ferrovia Cremona-Iseo, in concessione alla Società Nazionale Ferrovie e Tramvie, attivata per tratte a partire dal 1911 e soppressa nel 1956.

## Amministrazione
Elenco dei sindaci dal 1946 ad oggi.
| Periodo | Periodo   | Primo cittadino            | Partito      | Carica                    | Note                                          |
| ------- | --------- | -------------------------- | ------------ | ------------------------- | --------------------------------------------- |
| 1946    | 1949      | Vittorio Vianini           |              | sindaco                   | deceduto durante lo svolgimento dell'incarico |
| 1949    | 1951      | Luigi Savoldi              |              | sindaco                   |                                               |
| 1951    | 1956      | Luigi Savoldi              |              | sindaco                   |                                               |
| 1956    | 1960      | Giuseppe Denti             |              | sindaco                   |                                               |
| 1960    | 1964      | Giuseppe Denti             |              | sindaco                   |                                               |
| 1964    | 1970      | Costante Agazzi            |              | sindaco                   |                                               |
| 1970    | 1975      | Maria Ferrari              |              | sindaco                   |                                               |
| 1975    | 1980      | Bruno Pagliari             |              | sindaco                   |                                               |
| 1980    | 1985      | Giancarlo Miglioli         |              | sindaco                   |                                               |
| 1985    | 1990      | Renato Zaniboni            |              | sindaco                   |                                               |
| 1990    | 1991      | Giambattista Guerini Rocco |              | sindaco                   |                                               |
| 1991    | 1992      | Emilia Giordano            |              | commissario prefettizio   |                                               |
| 1992    | 1997      | Giancarlo Miglioli         |              | sindaco                   |                                               |
| 1997    | 2001      | Giancarlo Miglioli         |              | sindaco                   |                                               |
| 2001    | 2006      | Giancarlo Miglioli         |              | sindaco                   |                                               |
| 2006    | 2011      | Alessandro Albino Noci     |              | sindaco                   |                                               |
| 2011    | 2013      | Alessandro Albino Noci     |              | sindaco                   |                                               |
| 2013    | 2013      | Emilia Giordano            |              | commissario prefettizio   |                                               |
| 2013    | 2014      | Emilia Giordano            |              | commissario straordinario |                                               |
| 2014    | 2019      | Gian Paolo Lazzari         | lista civica | sindaco                   |                                               |
| 2019    | 2024      | Gian Paolo Lazzari         | lista civica | sindaco                   |                                               |
| 2024    | in carica | Gian Paolo Lazzari         | lista civica | sindaco                   |                                               |

### Altre informazioni amministrative
Genivolta forma con Annicco, Azzanello, Casalmorano, Castelvisconti e Paderno Ponchielli l'Unione Lombarda Soresinese.